# Nậm Mừ
Nậm Mừ là một phụ lưu cấp 1 của sông Mã, chảy ở huyện Sông Mã tỉnh Sơn La, Việt Nam .

## Dòng chảy
Nậm Mừ khởi nguồn từ các suối ở (núi) Pu Hua Mừ vùng đất bản Hua Mừ xã Yên Hưng huyện Sông Mã.21°07′6″B 103°31′42″Đ / 21,11833°B 103,52833°Đ
Suối chảy hướng đông bắc, đến bản Nà Dìa xã Yên Hưng thì đổ vào sông Mã .

## Chỉ dẫn
1. ↑  Trong tiếng Thái, Lào, Tày "Nam" (Nậm) có nghĩa là nước, sông, suối; "pu" hay "phu" là núi.